# Йордаке Русет-Розновану
Йордаке Русет-Розновану (рум. Iordache Ruset-Roznovanu,? — †1836) — каймакам Молдавського князівства в 1806.

## Біографія
Точна дата його народження невідома. Походив з однією з найбагатших і найвпливовіших боярських родин Молдови.
Був людиною освіченою (володів французькою, німецькою та російською мовами), пристрасний бібліофіл, заснував у своєму маєтку в Стинка першу велику бібліотеку в Молдові. Французька та греко-латинська колекції бібліотеки були привезені з Парижа в 1818. Роком пізніше був складений каталог цієї прославленої бібліотеки.
Був одружений з Профірою (Пульхерією) Балш, яка народила двох дітей – Ніколе і Алеку. Пішов з життя 16 лютого 1836 року і був похований поруч з дружиною в Ясській митрополії.